# مرتضی شایسته
مرتضی شایسته (زاده ۱۳۳۸) تهیه‌کننده‌ اهل ایران است. وی از مؤسسان شرکت فیلم‌سازی هدایت فیلم است.

## تهیه‌کننده
| فیلم                               | سال ساخت | توضیحات |
| ---------------------------------- | -------- | --- |
| طهران ۵۷                           | ۱۴۰۳     | |
| عینک قرمز                          | ۱۴۰۲     | |
| هاوایی                             | ۱۳۹۹     | |
| ورود و خروج ممنوع                  | ۱۳۹۸     | |
| راند چهارم                         | ۱۳۹۸     | |
| بی‌صدا حلزون                        | ۱۳۹۸     | |
| آتیش بازی                          | ۱۳۹۲     | |
| شیش و بش                           | ۱۳۸۹     | |
| قصه پریا                           | ۱۳۸۸     | |
| به دنبال خوشبختی                   | ۱۳۸۸     | |
| ماشاالله خان در بارگاه هارون‌الرشید | ۱۳۸۸     | |
| امشب شب مهتابه                     | ۱۳۸۷     | |
| حرکت اول                           | ۱۳۸۷     | |
| صد سال به این سال‌ها                | ۱۳۸۶     | |
| سرگیجه                             | ۱۳۸۵     | |
| محاکمه                             | ۱۳۸۵     | |
| مکس                                | ۱۳۸۳     | |
| بوتیک                              | ۱۳۸۲     | سیمرغ بلورین بهترین فیلم اول جشنواره فیلم فجر ـ دوره بیست و دوم |
| سربازهای جمعه                      | ۱۳۸۲     | کاندیدا بهترین فیلم جشن خانه سینما ـ دوره هشتم |
| هم‌نفس                              | ۱۳۸۲     | تقدیر در بخش بهترین فیلم جشنواره فیلم فجر ـ دوره بیست و دوم کاندیدا بهترین فیلم جشن خانه سینما ـ دوره هشتم |
| تیک آف                             | ۱۳۸۱     | |
| چشمان سیاه                         | ۱۳۸۱     | |
| ساقی                               | ۱۳۸۰     | |
| آبی                                | ۱۳۷۹     | |
| آقای رئیس جمهور                    | ۱۳۷۹     | |
| پارتی                              | ۱۳۷۹     | |
| سام و نرگس                         | ۱۳۷۹     | |
| بوی کافور، عطر یاس                 | ۱۳۷۹     | سیمرغ بلورین بهترین فیلم جشنواره فیلم فجر ـ دوره یازدهم جایزه بهترین فیلم تماشاگران جشنواره فیلم‌های ایرانی مرکز فیلم شیکاگو ـ دوره یازدهم جایزه نتپک بهترین فیلم جشنواره بین‌المللی فیلم برلین ـ پنجاه و یکم جایزه ویژه هیئت داوران بهترین فیلم جشنواره بین‌المللی فیلم مونترال ـ دوره بیست و چهارم جایزه فیپرشی بهترین فیلم جشنواره بین‌المللی فیلم استانبول ـ دوره بیستم |
| سهراب                              | ۱۳۷۸     | |
| سیاوش                              | ۱۳۷۷     | |
| طوطیا                              | ۱۳۷۷     | |
| جهان پهلوان تختی                   | ۱۳۷۶     | |
| نابخشوده                           | ۱۳۷۵     | |
| تجارت                              | ۱۳۷۳     | |
| روز واقعه                          | ۱۳۷۳     | |
| می‌خواهم زنده بمانم                 | ۱۳۷۳     | |
| افعی                               | ۱۳۷۱     | |
| طعمه                               | ۱۳۷۱     | کاندیدا بهترین فیلم دوم جشنواره فیلم فجر ـ دوره یازدهم |
| مریم و می‌تیل                       | ۱۳۷۱     | |
| ردپای گرگ                          | ۱۳۷۱     | |

## دیدگاه‌ها
شایسته از جمله ۱۴۰ هنرمند ایرانی بود که با امضاء طوماری در مورخ ۲۲ خرداد ۱۳۹۲، همراه با سایر اصلاح‌طلبان و اعتدالگرایان، ضمن قدردانی انصراف عارف به نفع روحانی، از نامزدی حسن روحانی در انتخابات ریاست جمهوری ۱۳۹۲ حمایت علنی کرد.